# Sahel Sporting Club
Le Sahel Sporting Club est club de football nigérien, basé à Niamey et fondé en 1974.
Le principal club rival est l'Olympic Football Club de Niamey.

## Palmarès
Le club a un palmarès très riche dans les compétitions du championnat, de la coupe et Supercoupe du Niger
- Championnat du Niger (12)
  - Champion :  1974, 1986, 1987, 1990, 1991, 1992, 1994, 1996, 2003, 2004, 2007, 2009

- Coupe du Niger (12)
  - Vainqueur : 1974, 1978, 1986, 1992, 1993, 1996, 2004, 2006, 2011, 2012, 2014, 2017
  - Finaliste : 1991, 1999

- Supercoupe du Niger (10)
  - Vainqueur : 1991, 1992, 1993, 1994, 2003[réf. nécessaire], 2006, 2009, 2012, 2014, 2017
  - Finaliste : 2010, 2011

## Participations aux compétitions continentales
- Ligue des champions d'Afrique : 6 apparitions (1991, 1992, 1993, 2004, 2008 et 2010)
- Coupe d'Afrique des vainqueurs de coupe : 3 apparitions (1991, 1992 et 1993)
- Coupe de la confédération : 4 apparitions (2006, 2007, 2011 et 2012)
- Coupe d'Afrique des vainqueurs de coupe : 3 apparitions (1975, 1994 et 1997)

## Anciens entraîneurs
- Rachid Ghaflaoui (2015 puis 2017-2018)